# 西善桥街道
西善桥街道，是中华人民共和国江苏省南京市雨花台区下辖的一个乡镇级行政单位。境内有梅山铁矿，面積17.04平方公里。

## 行政区划
西善桥街道下辖以下地区：
齐修社区、嘉业社区、明义社区、平治社区、永盛社区、西善桥社区、油坊社区、古遗井社区、福润社区、西善花苑社区、西善桥村、油坊村、古遗井村和梅山村。

## 內部連結
- 南京市梅山第二中學